# Edward Donaghy (arbitre)
Pour les articles homonymes, voir Donaghy.
Edward J. Donaghy dit Ned Donaghy ou Ed Donaghy, né à Cambuslang (Écosse),  était un joueur de soccer et un arbitre américain de soccer des années 1920 et 1930.

## Carrière de footballeur
Edward Donaghy évolua comme attaquant. Il commença en 1911 et arrêta vers 1920. Il a évolué dans différents clubs (Tacony (en), Philadelphia Hibernian (en), Bethlehem Steel FC (en) (1913-1915), Braddock FC, Homestead FC (en) et Castle Shannon FC) et remporta l'American Cup en 1914 (inscrivant le but vainqueur en finale).

## Carrière d'arbitre
Edward Donaghy fut arbitre dans les années 1920 et 1930, et officia dans des compétitions majeures : 
- Coupe des États-Unis de football 1930 (finale aller)
- Coupe des États-Unis de football 1934 (finale aller)
- Tours préliminaires à la Coupe du monde de football 1934 (3 matchs)